# Tamara Zamotaylova
Tamara Alekseyevna Lyukhina-Zamotaylova (russe : Тамара Алексеевна Люхина-Замотайлова), née le 11 mai 1939 en RSFS de Russie, est une gymnaste soviétique. 

## Palmarès aux Jeux olympiques
- Rome 1960
  -  médaille d'or au concours par équipes
  -  médaille de bronze au sol
  -  médaille de bronze aux barres asymétriques

- Tokyo 1964
  -  médaille d'or au concours par équipes